# عبد الله كاظم رويد
عبد الله كاظم رويد فندي المشايخي الموسوي (1 يناير 1925-2 يناير 2011) كان مسؤولاً في حزب البعث العربي الاشتراكي (قُطر العراق) في مدينة الدجيل بمحافظة صلاح الدين، وهو والد مزهر عبد الله رويد. اُعتقل بتاريخ 21 فبراير سنة 2005. وفي السنة نفسها حوكم أمام المحكمة الجنائية العراقية العليا، واُتُّهِمَ بكتابة تقارير؛ أدت إلى إعدام عدد من المسلمين الشيعة، وفي سنة 2006 حُكِمَ عليه بالسَّجن مدة 15 سنة.

## الوفاة
تُوُفِّيَ عن عمر 86 عاماً في السِّجن في الثاني من شهر يناير سنة 2011، قبل انتهاء محكوميته بعشر سنوات.